# 定常状態
定常状態（ていじょうじょうたい、英語: steady state）とは、時間的に一定して変わらない状態を意味し、自然科学の各分野で用いられる概念である。
自然界において、たとえば小川は上流などで雨が降らない限り、時間とともに川の流れの速度や流量が変わることはなく一定であり、この意味で定常状態にあると言える。

## 流体力学、気象学
流体力学及び気象学では、着目している流れが時間とともに変化しない状態を定常状態という。

### 乱流
厳密に言えば、冒頭の小川の例は定常状態ではない。なぜなら、小川の表面に波が立つのを見れば分かるように、小川の流れは周囲の影響を受け時間とともに変化しているからである。実際の自然界において厳密な定常状態の存在を確認することは難しいだろう。たとえば大気にしても、低気圧や高気圧などのように定常状態からの乱れが常に存在する。このような定常状態からの乱れを擾乱といい、擾乱のある流れを乱流という。
ただし乱流の理論解析では、このような擾乱を確率過程としてとらえることがあり、このとき、擾乱の統計量が時間変化しないことを定常な乱流という。

## 熱力学、統計力学
熱力学や統計力学では特に、巨視的な量に時間変化が全くない熱力学的平衡状態と区別して、時間変化（流れ）はあるがその速度が変化しないような状態を非平衡定常状態あるいは単に定常状態という。これは、各点へのインプットとアウトプットとが等しくつりあっていることを意味する。古典的な熱力学・統計力学は平衡状態とそれに近い状態を扱っており、非平衡熱力学・統計力学は最も単純な状態として定常状態近似を用いている。

## 量子力学
シュレディンガー方程式は、ポテンシャルV(r)が時間に無関係な場合、かなり簡単にすることができる。すなわち、ハミルトニアン、{\displaystyle {\widehat {H}}=-{\hbar ^{2} \over 2m}\Delta +V(r)}が時間を陽に含んでいないので、変数分離した解{\displaystyle \psi (r,t)=f(t)\varphi (r)}という式を仮定できる。この式の形をポテンシャルがあるときのシュレディンガー方程式に代入し、両辺を{\displaystyle f(t)\varphi (r)}で割ると、{\displaystyle {i\hbar  \over f(t)}{df(t) \over dt}={1 \over \varphi (r)}{\biggl (}-{\hbar ^{2} \over 2m}\Delta \varphi (r)+V(r)\varphi (r){\biggr )}}が得られる。この式の左辺はtだけに、右辺はrだけに関係しているので、両辺とも同じ１つの定数に等しくなければならなくなる。これはエネルギーの次元を持っているのでEとおくと、fに対する方程式は即座に積分でき、{\displaystyle f(t)=\exp {\biggl (}-{iEt \over \hbar }{\biggr )}}となる。他方、Φ（r）に対する方程式は{\displaystyle -{\hbar ^{2} \over 2m}\Delta \varphi (r)+V(r)\varphi (r)=E\varphi (r)}となり、これを時間を含まないシュレディンガー方程式というが、上式はハミルトニアンの固有値を決める。したがって、波動方程式の特解である定常解は、{\displaystyle \psi (r,t)=\exp {\biggl (}-{iEt \over \hbar }{\biggr )}\varphi (r)}である。このψ(r,t)に対してはψ(r,t)の絶対値の二乗はΦ(r)の絶対値の二乗なので、各点ごとの粒子の存在確率は時間に無関係になる。したがってエネルギーが確定値Eを取る状態を量子力学では定常状態とよぶ。

## 化学
化学（反応速度論）でも、各物質の濃度に変化がない化学平衡状態と区別して、化学反応において反応中間体の生成速度と分解速度が等しい状態を定常状態という（反応速度論も参照）。ここでもし反応と逆反応が全く同じ速度で起こっていれば巨視的な変化は観測されないから、平衡状態（動的平衡）ということになる。定常状態近似は酵素反応速度論の基本となるミカエリス・メンテン式を導くのに用いられている。